# 児玉盛介
児玉 盛介（こだま もりすけ、1950年 - ）は、日本の実業家。長崎県波佐見町を拠点とする陶磁器卸企業・西海陶器株式会社の会長。地域ブランド「波佐見焼」の確立と普及、観光スポット「西の原」の創設を通じて、伝統産業と地域の再生に尽力してきた。また、NPO法人グリーンクラフトツーリズム研究会の理事長として、地域交流や体験型観光の推進にも関わっている。2021年、旭日双光章を受章した。

## 活動
波佐見町は長年、有田焼の下請け産地として栄えてきた。児玉の父が1946年に創業した西海陶器も、波佐見町で作られた陶磁器を「有田焼」として全国に卸す商社として発展し、盛介の代には国内陶磁器の約17％を扱うまでに成長した。
しかし、2002年に発生した牛肉の産地偽装事件をきっかけに、地域ブランドの表示基準が厳格化されると、波佐見町は「有田焼」の名称を使えなくなる事態に直面する。これを契機に、児玉は町内の窯元や商社と連携し、「波佐見焼」という独自ブランドの確立に踏み切った。地域一体となったブランド戦略により、波佐見焼は全国的な認知を獲得し、現在では国内外で高い評価を受けるまでに成長した。
また、製陶所跡地を再活用し、観光複合施設「西の原」を創設。カフェや雑貨店などを配置した空間づくりを行い、年間16万人が訪れる地域の観光拠点とした。

## 著作
- 『波佐見は湯布院を超えるか』長崎文献社、2018年4月。ISBN 978-4-88851-295-4（監修）
- 『笑うツーリズム HASAMI CRAFT TOURISM』石風社、2020年12月7日。ISBN 978-4-88344-296-6（編著）